# Radikalno udruženje za Sjedinjene Europske Države
Radikalno udruženje za Sjedinjene Europske Države (kratica: RUSED) je politička stranka osnovana nakon gotovo jednogodišnjeg ilegalnog djelovanja na tzv. alternativnoj političkoj sceni 20. prosinca 1989. u Zagrebu na osnivačkoj skuštini Klubu književnika.
Glavni i gotovo jedini politički cilj te stranke bio je ulazak u tadašnju Europsku zajednicu (današnju Europsku uniju), odnosno transformacija društva u skladu s tim ciljem i senzibiliziranje građana za taj cilj.

## Povijest
Ta stranka bila je zapravo ogranak Transacionalne radikalne stranke Marca Pannele iz Italije, jer je osnovana od domaćih članova Transacionalne radikalne stranke. Najuže rukovodsvo stranke tvorili su; Vito Česmadžiski, sekretar, Željko Roško zamjenik sekretara i Zoran Juričin, blagajnik.
RUSED je sudjelovao na prvim višestranačkim izborima u Hrvatskoj 1990. u sklopu koalicije stranaka nazvane Europska zelena lista, zajedno sa; Autonomnim demokratskim savezom Hrvatske (Darinka Kosora), Zelenom akcijom Zagreb (Vladimira Laya), Zelenom strankom Rijeka (Darka Holjevića) i Ženskom listom Medvešćak.
Na izborima kandidati stranke i nisu tako loše prošli, od prosječnih 3,2 % do 38 %, ali im obzirom na tadašnji izborni zakon to nije bilo dovoljno za ulazak u Sabor. 

Ubrzo nakon izbora, već pokraj godine stranka se raspala. Dio članova nastavio je djelovati u zagrebačkom ogranku Transacionalne radikalne stranke.

## Vanjske poveznice
- International chronology of the Radical Party: 1989 July - December (engl.)
- Transnational Radical Party online (engl.), (tal.)